# Liga Leumit 1992-1993
La Liga Leumit 1992-1993 è stata la 52ª edizione della massima serie del campionato israeliano di calcio.
Da questa stagione, l'IFA soppresse il sistema di play-off e play-out e introdusse una nuova formula, con un unico girone all'italiana, tra partite di andata, ritorno e terzo turno. Le partite del terzo turno sarebbero state disputate secondo un ordine dipendente dalla posizione in classifica delle singole squadre.
Per ogni vittoria si assegnavano tre punti e per il pareggio un punto.
In vista dell'allargamento, a partire dalla successiva stagione, del numero delle squadre di Liga Leumit a 14, fu disposto che solo l'ultima classificata retrocedesse direttamente in Liga Artzit, da cui sarebbero state promosse le prime tre classificate. Infine, si sarebbe disputato uno spareggio tra la penultima classificata della Liga Leumit e la quarta della Liga Artzit, in una sfida di andata e ritorno, la vincente della quale avrebbe conquistato un posto nel successivo campionato di massima serie.
Il torneo fu vinto, per la seconda volta, dal Beitar Gerusalemme, che divenne così campione nazionale da neopromosso, bissando l'impresa dell'Hapoel Ramat Gan nel campionato 1963-1964.
Si confermò capocannoniere del torneo Alon Mizrahi, del Bnei Yehuda, con 26 goal.

## Squadre partecipanti
| Club                   | Città       |
| ---------------------- | ----------- |
| Beitar Gerusalemme     | Gerusalemme |
| Beitar Tel Aviv        | Tel Aviv    |
| Bnei Yehuda            | Tel Aviv    |
| Hapoel Be'er Sheva     | Be'er Sheva |
| Hapoel Haifa           | Haifa       |
| Hapoel Petah Tiqwa     | Petah Tiqwa |
| Hapoel Tel Aviv        | Tel Aviv    |
| Hapoel Tzafririm Holon | Holon       |
| Maccabi Haifa          | Haifa       |
| Maccabi Netanya        | Netanya     |
| Maccabi Petah Tiqwa    | Petah Tiqwa |
| Maccabi Tel Aviv       | Tel Aviv    |

## Classifica
|                     | Pos. | Squadra                | Pt | G  | V  | N  | P  | GF | GS | DR  |
| ------------------- | ---- | ---------------------- | -- | -- | -- | -- | -- | -- | -- | --- |
| Campione di Israele | 1.   | Beitar Gerusalemme     | 71 | 33 | 22 | 5  | 6  | 64 | 38 | +26 |
|                     | 2.   | Maccabi Tel Aviv       | 62 | 33 | 18 | 8  | 7  | 74 | 36 | +38 |
|                     | 3.   | Bnei Yehuda            | 56 | 33 | 17 | 5  | 11 | 66 | 57 | +9  |
|                     | 4.   | Hapoel Be'er Sheva     | 54 | 33 | 15 | 9  | 9  | 52 | 36 | +16 |
|                     | 5.   | Maccabi Haifa          | 47 | 33 | 12 | 11 | 10 | 55 | 46 | +9  |
|                     | 6.   | Hapoel Tzafririm Holon | 44 | 33 | 13 | 5  | 15 | 49 | 49 | 0   |
|                     | 7.   | Hapoel Haifa           | 40 | 33 | 11 | 7  | 15 | 42 | 51 | -9  |
|                     | 8.   | Maccabi Netanya        | 39 | 33 | 11 | 6  | 16 | 35 | 57 | -22 |
|                     | 9.   | Hapoel Tel Aviv        | 38 | 33 | 10 | 8  | 15 | 52 | 64 | -12 |
|                     | 10.  | Maccabi Petah Tiqwa    | 38 | 33 | 9  | 11 | 13 | 43 | 55 | -12 |
|                     | 11.  | Hapoel Petah Tiqwa     | 36 | 33 | 10 | 6  | 17 | 41 | 44 | -3  |
|                     | 12.  | Beitar Tel Aviv        | 25 | 33 | 6  | 7  | 20 | 28 | 68 | -40 |

Legenda:

      Campione di Israele e ammesso alla UEFA Champions League 1993-1994

      Vincitore della Coppa di Stato 1992-1993 e ammesso alla Coppa delle Coppe 1993-1994

      Ammesso allo spareggio promozione-retrocessione

      Retrocesso in Liga Artzit

## Spareggio promozione-retrocessione

### Andata
|  | Maccabi Giaffa | 0 – 3 | Hapoel Petah Tiqwa |  |

### Ritorno
|  | Hapoel Petah Tiqwa | 2 – 1 | Maccabi Giaffa |  |

## Verdetti
- Campione di Israele:  Beitar Gerusalemme
- In UEFA Champions League 1993-1994:  Beitar Gerusalemme (al turno preliminare)
- In Coppa delle Coppe 1993-1994:  Maccabi Haifa (al turno preliminare)
- Retrocesso in Liga Artzit 1993-1994:  Beitar Tel Aviv
- Promossi in Liga Leumit 1993-1994:  Maccabi Herzliya,  Ironi Ashdod e  Hapoel Kfar Saba